# センチメンタルグラフティ2
『センチメンタルグラフティ2』は、2000年7月27日にNECインターチャネル（現インターチャネル）より発売されたドリームキャスト向けの恋愛アドベンチャーゲーム。2001年3月23日にはWindows用に移植された。

## 概要
NECインターチャネルが1999年1月30日に『電撃G'sマガジン』3月号の誌上で『センチメンタルグラフティ』の続編として開発を発表した本作は、前作『センチメンタルグラフティ』の主人公がデートに向かう途中にトラックの横転事故に巻き込まれて死亡したという設定で前作の主人公の存在をリセットし、新たな主人公と前作から引き続いて登場する12人のヒロインたちとの交流を描いている。そのため「前作主人公の葬式にヒロインたちが（制服姿で）列席するシーン」から始まる異例のオープニングとなった。ゲーム本編はオープニングの葬儀より2年後が舞台となっている。
開発発表当初は「一年で発売（翌年1月予定）する」とのアナウンスがされたものの、度重なる発売延期（計3回）により最終的な発売日は物語の設定期間（4月～7月辺り）に何とか間に合う7月27日となった。
前作では北海道から九州までの全国12都市に点在していたヒロイン達は、本作では東京（にある架空の街、天河市）に集中しており、前作ではほぼ皆無だったヒロイン同士の交流が描かれている。ただし全員が知り合いという訳ではなく、ゲーム進行中一度も交流がない相手もある。12人のヒロイン全員が東京にいることで、前作の核ともなっていた「各地にいるヒロイン達へ逢いに行く」はなくなり、「東京から離れてヒロインと擬似観光体験が楽しめる」というのは一部の例外を除いてなくなった。
キャラ別攻略に必要な分岐点、いわゆるフラグの判別がプレイヤーに分かりにくく設定されており、初プレイでベストエンドを迎えるのは難しい。
画質はDC版で640×480、Windows版では800×600と、前作に対して解像度が向上している。

## あらすじ
主人公は、光画部（いわゆる写真部）に所属する何の変哲も無い大学生。彼はある日先輩からの指示で「学園祭で部の看板となる美少女のポートレートを撮ってくる」こととなり、その過程で前作のヒロイン達と邂逅する。しかしファインダーに写るのは2年前に起こった大切な人の死によって色を、光を失った少女達だった。

## 登場人物

### 主人公
椎名 耕平（しいな こうへい）※名前は初期設定で変更可能
天河大学2年生だが、1年浪人したためヒロイン達より1歳年上。先輩の命令で、大学祭に出品する写真のモデルを探す。場の空気を読むのが苦手で序盤ではヒロイン達をよく怒らせてしまう。

### ヒロイン
沢渡 ほのか（さわたり ほのか）
声：鈴木麻里子
天河大学獣医学部2年生。放課後は馬術部で活動している。前作、高校時代のほのかは成績が中程度であったので、獣医学部に入るため相当な勉強をしたと思われる。男性恐怖症は相変わらずで、前作の主人公の死によってその傾向が更に強くなった。
安達 妙子（あだち たえこ）
声：有島モユ（有島もゆ名義）
幼馴染でもあった前作の主人公が亡くなったショックで無気力となっていたが、弟の純が東京の高校に入学することとなったので付き添い上京する。その後自分が子供好きであることを思い出し、なかよし保育園でアルバイトをしている。子供達には笑顔を見せるが、写真を撮ることのみが目的の主人公に対し冷たい態度を取る。東京に出ても自分を飾ることなく、メイクもせず地味な服装で過ごしている。
永倉 えみる（ながくら えみる）
声：前田愛
青山出版社に就職し、オカルト雑誌「レムリア」の記者となる。前作より大人びた性格になっている。
星野 明日香（ほしの あすか）
声：岡本麻見
高校在学中に芸能界デビューし、アイドル歌手として活動しており、多忙な彼女に主人公は振り回される。人間的には非常に成長しており、芸能活動には真剣に取り組んでいる。しかし真剣がゆえに他人を怒ったりすることが増えている。
保坂 美由紀（ほさか みゆき）
声：牧島有希
美術大学2年生。実家は呉服屋を営んでおり裕福だが、上京してから弁当屋と家庭教師のアルバイトをしている。真面目な性格は相変わらず。ヒロイン中で唯一眼鏡を使用している。
山本 るりか（やまもと るりか）
声：今野宏美
清泉女子短期大学英文科2年生。演劇部に所属。ハンバーガーショップでアルバイトもしている。主人公に対して最初から友好的に話しかけてくる数少ないヒロイン。前作と変らず明るく快活な姿を見せる。
綾崎 若菜（あやさき わかな）
声：小田美智子
東京都厚生看護短期大学2年生。実習とは別に、叔父の経営する綾崎病院で見習い看護師として働く。開発発表当初に公開されたラフ画では、前作では腰に届くかの長髪だった髪型をばっさりとショートカットにした姿だったのでファンからは制作サイドに問い合わせが相次ぎ、ショートカットになるのは物語の最終部のみである。
なお、今作で髪型が変わるヒロインは彼女と永倉えみる、森井夏穂の3人。
森井 夏穂（もりい かほ）
声：満仲由紀子
天河大学体育学部2年生。高校時代の実績を買われて入学しながら、陸上部を退部してしまった。夕方はお好み焼き屋のアルバイトをしており、主人公とは既に知り合いの関係。生来の姉御肌で周囲から頼りにされている。誕生日が最も早く（4月19日）、ヒロインの中で唯一タバコを吸う場面がある。
杉原 真奈美（すぎはら まなみ）
声：豊嶋真千子
前作の主人公が亡くなったことによる精神的なショックから心を閉ざしたために病気が悪化し、進学も就職もせず、医学の発達した天河大学病院で療養している。前作で「泣き虫な私でも出来る事を探す」という前作主人公との約束、そしてその彼が亡くなったこと自体をも忘れようと現実逃避している。その後、叔母（父親の姉）の元で過ごすことになる。
七瀬 優（ななせ ゆう）
声：西口有香
清泉女子短期大学国文科2年生。夕方には古本屋でアルバイトしているが、それ以外の時間は行動が読みにくい。キャラ的にはミステリアス系な女性であるが、猫好きという新たな設定が加えられている。
松岡 千恵（まつおか ちえ）
声：米本千珠
長く夢見ていた「所属バンドのメジャーデビュー」を果たすも、前作主人公の死によって約束を永遠に果たせなくなったことへの苦痛から、メンバーに理由を一切語らず脱退してしまう。とはいえ音楽を捨てたわけではない。普段は美由紀と同じ弁当屋でアルバイトしているが、性格が正反対なのであまり仲はよくない様子。ただし嫌うほどではないようである。
遠藤 晶（えんどう あきら）
声：鈴木麗子
オーストリアへ留学し、プロバイオリニストとしてデビュー。帰国して天河大学芸術学部に編入する。少し高飛車な態度を取るが、それは他人に見せない日々の弛まぬ練習から生まれる自信から来ている。公演中に主人公が無断で写真を撮るので「パパラッチが一人増えた」と一蹴する。

### その他の登場人物
竹ノ内誠（たけのうち まこと）
声：置鮎龍太郎
天河大学3年生。光画部に所属する主人公の先輩。主人公に無理難題を押し付ける。謎が多い男。しかし常識人でもある。
市川 寛子（いちかわ ひろこ）
声：大谷育江
綾崎病院に入院している小学2年生の少女。兄と若菜が大好きで、2人がくっつかないかと願っていた。
黒川 真理（くろかわ まり）
声：笠原留美
美由紀が家庭教師として教えている女子中学生。美由紀を尊敬している。
安達 純（あだち じゅん）
声：折笠愛
妙子の弟。前作の主人公の死で落ち込んだ姉を気遣うためか、東京の高校に入学し共に暮らす。
山本 紅一（やまもと こういち）
声：桑島法子
るりかの双子の兄。主人公との会話から、天河大学に通っていると思われる。恋人がいながらほのかを口説こうとする。
杉原 栄美子（すぎはら えみこ）
声：三田ゆう子
真奈美の叔母。高松にいる兄夫婦（真奈美の両親）に代わり、彼女の世話をする。
木村 良介（きむら りょうすけ）
声：神谷浩史
晶の舞台スタッフ。バイオリンを習った際の先生が晶と同じで同門生にあたる。晶を気遣う。
沢田 達也（さわだ たつや）
声：藤田さゆり
公園で迷子になり泣いていたところを主人公によって保護され、無事に保育園へ戻った少年。ゲーム雑誌では他の保育園に転園させられる子、として紹介されたが実際に転園させられるのは顔つきの似た別の少年。
岩本 健（いわもと けん）
声：稲田徹
千恵が所属していたロックバンド「サウザン・ブラック」のバンドマスター。理由も言わず辞めた千恵が許せなかった。

## 前作主人公に関する裏設定
2018年10月15日に配信されたシシララTV「【シリーズ20周年記念特番】『センチメンタルグラフティ1＆2』をつくった人＆演じた人と実況」において、プロデューサーの多部田俊雄は、本作のオープニングムービー内で死んだと思われていた前作主人公は、実際には生きていたと明らかにした。
前作主人公は海外でひったくりにあい、荷物を持って逃げる犯人を追う途中で共にトラックとの事故に遭ってしまう。死亡した犯人は盗んだパスポート等を所持していたため前作主人公が死亡してしまったと間違って判定されてしまい、本物の前作主人公は記憶障害を起こして身元不明のまま海外で足止めされていたという。また、前作主人公は大物政治家の孫であり、全国を頻繁に転校していたのは祖父の秘書をしている父親が票固めのために各地を回っていたからだったという（葬式が一介の高校生にしては大規模すぎるのはそのため）。
多部田によれば、『2』で主人公を変更するのは企画上仕方なかったが、前作主人公を抹殺するのは忍びなかったため、オープニングムービーの中に生存をほのめかす布石を忍ばせ、主人公が帰国するシナリオを自分で執筆し一部のキャラクターでは実際に収録も行ったが、本作のシナリオスタッフにすら何の根回しもしていなかったため反発を受け、結局お蔵入りとなってしまったとのこと。
本作で大きなポイントとなるのが、前作の主人公とヒロインの関係。事故死で彼女たちがどれだけ深い傷を負ったかを知るためにも、前作をプレイすることを推奨されている。